# قائمة عمداء كلية طب القصر العيني

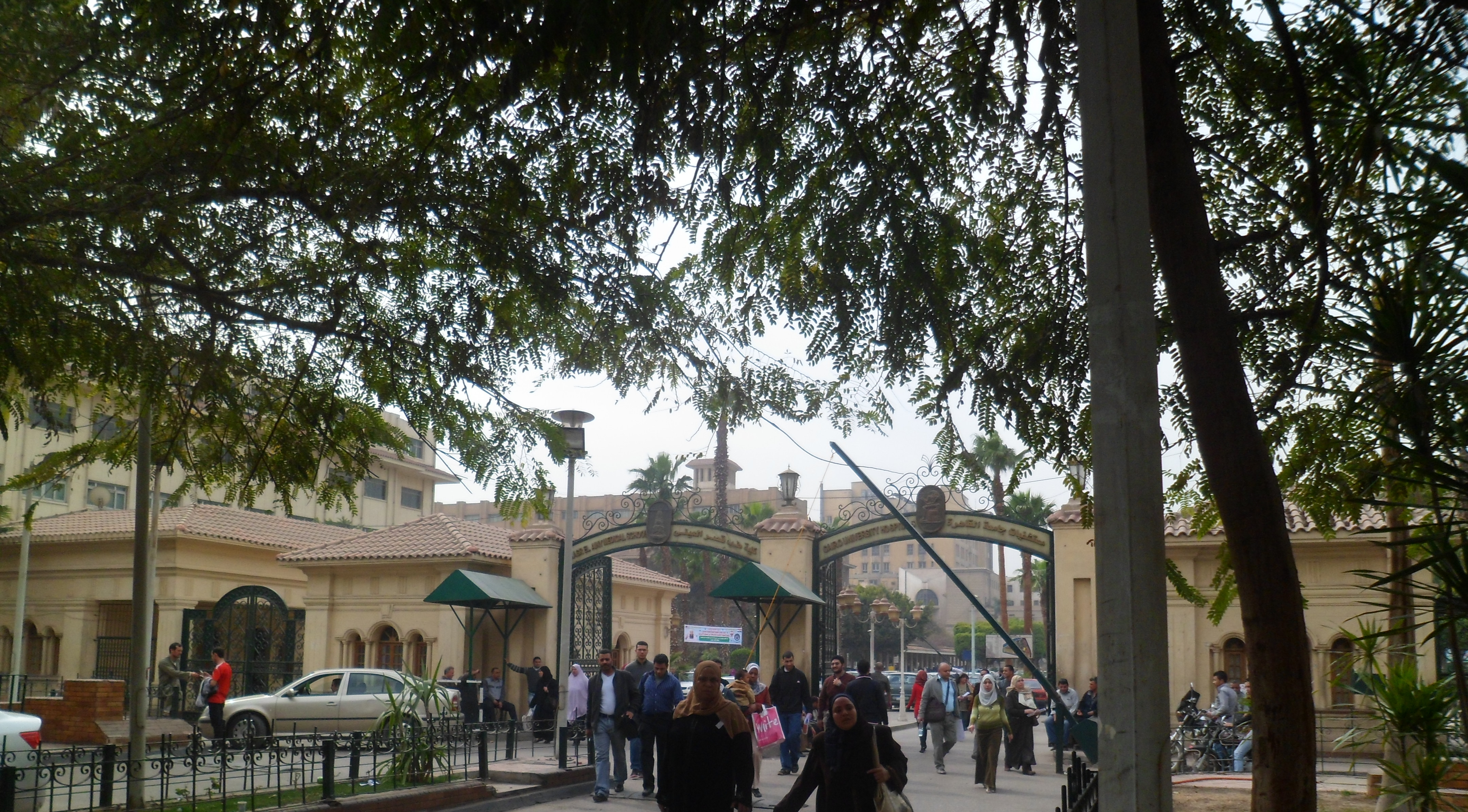
القصر العيني

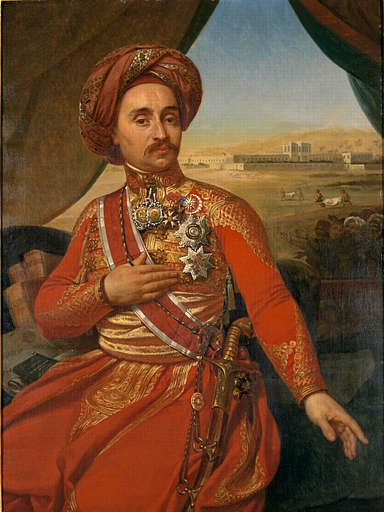
كلوت بك أول رئيس لمدرسة الطب ورائد النهضة الطبية الحديثة في مصر.

تأسست كلية الطب بجامعة القاهرة «طب قصر العيني» عام 1827 عندما تبرع أحمد العيني باشا بقصرة إلى الكلية والذي أنشئ فيه المدرسة الطبية بمصر.
في عام 1927 إنضمت مدرسة الطب بالقصر العيني إلى جامعة القاهرة.

## رؤساء مدرسة طبالقصر العينى
1. انطوان براثيليمى كلوت بك 1827 - 1849
2. الدكتور دوفيجنو
3. مسيو فرانس برونر بك أبريل 1849 - يونيو 1852
4. بكباشى دكتور محمد بك الشافعي 1847
5. ولهلم حريز نجر 1850 - 1852
6. مسيو رير 1852 - 1854
7. بروفسور رانزى 1854 - 1856
8. البكباشى حسين افندى عارف
9. نامبرى 1856 - 1858
10. بير جوريس بك 1858 - 1861
11. الاميرلاى ارنوكس بك 1861 - 1862
12. محمد علي البقلي بك 1863 - 1870
13. محمد بك الشافعي 1871 - 1871
14. محمد علي البقلي باشا 1871 -1879
15. جيلار دوت بك 1879 - 1882
16. عيسى حمدي باشا 1883 - 1889
17. حسن باشا محمود 1889 - 1891
18. إبراهيم باشا حسن 1891 - 1898
19. كيتنج 1898 - 1919
20. ريتشارد 1919 - 1924
21. ويليام هوكينز ويلسون 1925 - 1926
22. مادن 1926 - 1929

## عمداء كلية طب القصر العينى
1. علي إبراهيم باشا 1929 -1941
2. سليمان عزمى باشا 1941 - 1944
3. إبراهيم شوقي باشا 1945 - 1947
4. مصطفى فهمى سرور بك 1947 - 1949
5. عبد الوهاب مورو باشا 1949 - 1951
6. عبد الله الكاتب بك 1951 - 1954
7. أحمد السيد حندوسه بك 1954 - 1956
8. محمد إبراهيم 1956 - 1959
9. محمود عبد الحميد عطيه 1959 - 1963
10. عبد العزيز سامى 1963 - 1967
11. على حسن سرور 1967 - 1971
12. حسن على إبراهيم 1971 - 1974
13. حسن حمدي إبراهيم 1974 - 1977
14. يحى طاهر 1977 - 1979
15. هاشم على فؤاد 1979 - 1985
16. يحى البطاوى 1986 - 1987
17. خيرى السمرة 1987 - 1994
18. محمد معتز الشربينى 1994 -
19. صالح بدير
20. مديحه خطاب
21. سامح فريد
22. لميس رجب
23. حسين خيرى
24. فتحى خضير 2014 - 2018)
25. هالة صلاح الدين (2018-)
26. منال المصري (2022-2023)
27. حسام صلاح مراد (2023- الي الآن )